# Motiv (Bildende Kunst)
Der Ausdruck Motiv bezeichnet in der Bildenden Kunst den Vorwurf, den kennzeichnenden bzw. thematisch prägenden inhaltlichen Bestandteil eines Kunstwerks.
In der Malerei und Grafik stellt der Künstler das Motiv (bei mehreren prägenden Inhalten das Hauptmotiv) überwiegend in der Bildmitte dar, im Kunstgewerbe hingegen meist an der auffälligsten Stelle. In der Bildhauerei kann das Motiv das gesamte Kunstwerk umfassen (z. B. bei einer Figur oder Büste), in der Architektur aber auch nur einen kleinen Teil des Bauwerks.

## Motive in der Malerei
Zu typischen Motiven der Malerei zählen
- Themen der religiösen Kunst (z. B. Bibelszenen[1], Kreuzigung, Auferstehung, Maria[2]), Heilige, Letzte Dinge
- Mythologie (z. B. Erschaffung der Venus, Orpheus), Trojanischer Krieg
- das Porträt (bzw. die dargestellte Emotion im Gesichtsausdruck oder der Körperhaltung),
- Personengruppen im Gespräch, am Tisch usw.
- Feste, Musik und Tanz
- Liebesszenen und der Akt,
- Handwerk und berufliche Situationen
- Landschaftsmotive (Gewässer, Berge, Strand …)
- Wandermotive, Straßenszenen
- Naturgewalten (Sturm, Meereswogen, Felsschluchten usw.)
- Pflanzen, florale und Blütenmotive
- Tiere, Jagd
- sowie das Stillleben.

Die Vielfalt und Häufigkeit der Motive sind sehr zeitbezogen und auch von der Stilrichtung abhängig, was im Biedermeier und beim Impressionismus besonders deutlich zu sehen ist. (Gewässer, Berge, Strand) und Naturgewalten.
In der Auftragskunst kommen u. a. Aspekte der Werbung dazu.

## Geschichtliche Entwicklung
Die ersten Kunstwerke der Menschheitsgeschichte waren überwiegend religiös oder kultisch motiviert, während ab der frühen Antike auch Repräsentation und Auftragskunst an Bedeutung gewannen. Auftraggeber waren vor allem Fürstenhöfe, große Institutionen, Tempeldienste und ab dem 3. Jahrhundert die Kirche. Ab dem Mittelalter wurden meist Aufträge des Adels, des höheren Bürgertums und der Klostergründungen wichtiger.
Die konkreten Motive (siehe oben) richteten sich nach dem Auftrag, waren aber auch dem Zeitgeist verpflichtet, während die Details der Bildsprache meist der vorherrschenden Stilrichtung entsprachen. Taten sie dies nicht, kam es besonders in Zeiten strengerer Konventionen auch zu Tabubrüchen und Skandalen.
Während die Besonderheiten von Bildaufbau und -Kontrasten, Farbgebung, Skulpturformen etc. weitgehend von den Künstlern geprägt waren, gab es im Laufe der Kunstgeschichte auch zahlreiche technische Einflüsse auf die Motivbildung. Zu ihnen gehören u. a. die Entdeckung der Perspektive und die Erfindung des Buchdrucks, die Entwicklung verschiedenartigster Malfarben und der formgebenden Materialien. Prägende gesellschaftliche Einflüssen waren hingegen die Kunstkritik, Entwicklung der freien Kunst (ab etwa dem späten 18. Jahrhundert) und der L’art pour l’art, Modewellen der Exotik (z. B. in den Zeitaltern der Entdeckungen oder der Türkenkriege) und mit Aufkommen privater Reisen.
Heute wird die Kunst zusätzlich vom globalen Kunstmarkt beeinflusst, im Westen und in manchen Schwellenländern teilweise auch von privaten Stiftungen und öffentlichen Förderungen. Diskussionen um zeitgenössische Kunstbegriffe und Motive finden in der Kunstkritik, Kunsttheorie und an den künstlerischen Hochschulen statt.